# Манастир Богородица Памакаристос
Богородица Памакаристос (данас Фетије џамија) је био манастир у старом Цариграду. Представља један од ретких, уз Хору, споменика препорода Палеолога који је подигнут од темеља. Манастир је од 1456. године до 1587. године био седиште Васељенског патријарха, након чега је претворен у џамију. Манастирски комплекс су чиниле две цркве смештене уз северну страну спољашњег зида, као и бројне пратеће зграде, а данас се међу њима издвајају католикон и параклесион. Сам параклесион је смештен североисточно од цркве и његове фреске и архитектура чине га једним од најлепших примера црквених грађевина 13. века. Некадашња манастирска црква се и дан данас користи као џамија, док је параклесион обновљен и отворен за јавност као музеј.

## Прошлост манастира
Манастир је подигао протостратор Андроника II Палеолога (1282—1328) Михаило Главас, иако се сматра да је на том месту већ била црква. Претпоставља се да је првобитну цркву подигао Михајло VII Дука (1071—1078) у другој половини 11. века, мада има назнака да је на том месту постојала црква још у IX веку.
Након пада Цариграда 1453. године манастир је задржао своју улогу, а сматра се да се у њему одиграо историјски сусрет патријарха Генадија (1453—1456, 1458, 1462—1463, 1464) и Мехмета II (1451—1481). Три године након пада Цариграда седиште патријаршије је премештено из светих Апостола у манастир Памакаристос.
Током треће владавине патријарха Симона I Трапезунца (1466, 1471—1474, 1481—1486) у манастиру је одржан синод на ком је одбачена фирентинска унија.
Мурат III (1282—1328) манастирску цркву претвара 1587. године у џамију назвавши је Фетије односно Победа, у славу свог освајања Грузије и Азербејџана. Након тога је седиште патријаршије пребачено у цркву Теотокос Парамит.
Цео комплекс је временом запуштен, тако да га су га, попут Хоре, представници америчког византолошког института обновили 1949. године. Некадашња манастирска црква се и данас користи као џамија, али је зато параклесион претворен у музеј који се по броју очуваних мозаика налази одмах иза Аја Софије и Хоре.